# 京畿大學

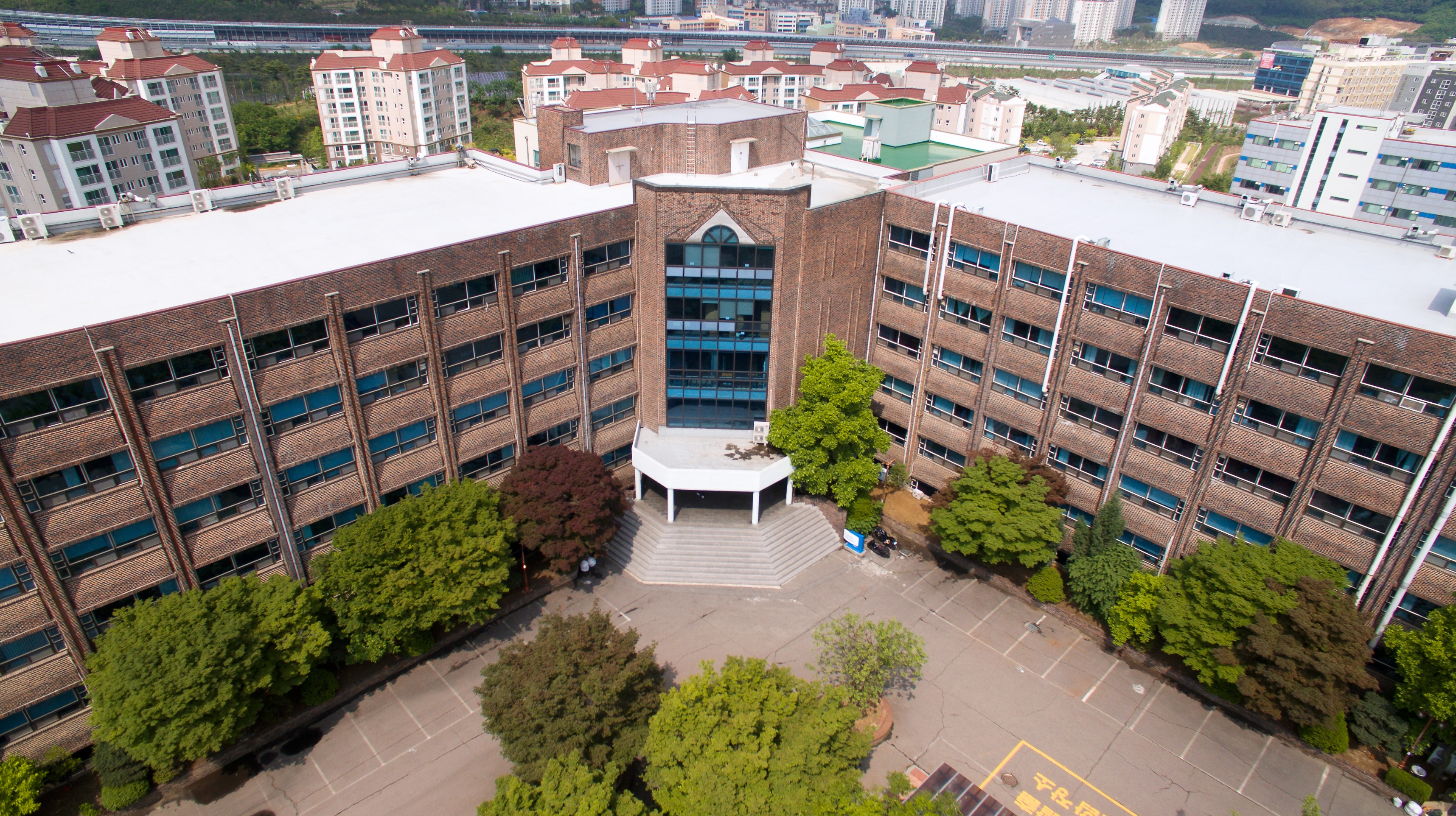
校園建築

京畿大學（韓語：경기대학교），創立於1947年，位於首爾特別市西大門區忠正路、京畿道水原市八達區設置校園，是韓國一所富有盛名的綜合型私立大學。

## 簡介
京畿大學象徵的理念為真、誠、愛，有10個單科大學，21學部和2個學科設置，大學院（碩士69，博士48），專業大學院、13個大學院設置，作為12個附屬機關。附設教育機關的社會教育院，11個附設研究所活躍的研究活動，為學問地區社會發展很大的貢獻。

## 歷史
京畿大學，1947年11月在首爾設立了朝陽保育師範學校，1954年改名為朝陽保育初級大學，翌年河樵學園把它改名為京畿女子初級大學，1957年11月由孫煕璋接下河樵學園學校法人京畿學院，並更名為京畿初級大學，改編為男女共學，1959年3月2個學科設置，1962年變更為京畿失業初級大學，翌年3月，更改為四年制京畿大學。1964年設置了首爾校區，1978年設置了大學院碩士課程，1979年設置了水原校區，1981年設置了大學院博士課程，1982年3月遷移到了現在的大學本部，1985年3月正式升格為大學（University）。

## 知名校友
| - 李真－多媒體影像學系 - 許英蘭－多媒體影像學系 - 尹海英－多媒體影像學部演技學系 - 李智賢-多媒體影像學部學士 - 朱智勛－影像媒體演技學系 - 前進－多重媒體學系 - 金賢重－電子數位音樂學系 - 金亨俊- 戲劇系 - 李政珉－演技學系 - 奇誠庸-社會體育學系 | - 宋承憲－多媒體影像學系 - 車太鉉－多重媒體學系 - 崔鍾訓－實用音樂系 - 吳元斌－電子音樂系 - 文熙俊－媒體影像大學院碩士 - 高娜恩－戲劇電影學系 - 尹施允－戲劇電影學系 - 姜均成－京畿大學大眾媒體影像系 - 權高恩－表演學系 - 金建希－藝術學院繪畫系 |

37°18′1.7″N 127°2′9″E / 37.300472°N 127.03583°E